# Mbula
Mbula ist ein Ort in der Provinz Wele-Nzas von Äquatorialguinea.

## Lage
Der Ort liegt im Südosten der Provinz und nur wenige hundert Meter nördlich des Ortes Nsok, der dem Verwaltungsbezirk auch seinen Namen gibt.
Eine von Nord nach Süden verlaufende Straße verbindet die dicht beieinander liegenden Ortschaften Mandoc im Norden, sowie Asasi, Masá und Nsok im Süden.
In der Nähe erstreckt sich der Nationalpark Altos de Nsork.

## Klima
Nach dem Köppen-Geiger-System zeichnet sich Masá durch ein tropisches Klima mit der Kurzbezeichnung Am aus.